# الخوف من النوم
رهاب النوم أو الخوف من النوم (هيبنوفوبيا) (بالإنجليزية: hypnophobia)‏ يسمى ايضاً كلينوفوبيا أو سومنيفوبيا، وهو غالبا الخوف المفرط والغير عقلاني من النوم. وينتج بسبب شعور بفقدان السيطرة أو من تكرار الكوابيس أو القلق أو الخوف من تضييع الوقت الذي يمكن الاستفادة منه في إنجاز المهام وشغل أوقات الفراغ بدلاً من النوم. والجذر (هيبنو) أصلة يوناني من الكلمة هيبنوس والتي تعني النوم.

## الأعراض الأساسية
يعتقد بأن للخوف من النوم عاده العديد من الأعراض التي تؤثر على الجسم. ومن الممكن أن تؤثر هذه الأعراض على المريض جسديا وعقليا على حد سواء. حيث يشعر كثيرون بالقلق عندما نتحدث عن هذا الموضوع أو حتى التفكير فيه. والخوف من النوم هو شكل من أشكال اضطرابات القلق الشائعة نسبياً, التي قد تكون صعبة العلاج.
- التنفس السريع
- ضيق في التنفس
- الارتباك
- التعرق
- الشعور بالذعر والفزع والرعب
- النعاس
- جفاف الفم
- الارتجاف
- عدم انتظام ضربات القلب
- الغثيان

قد تختلف الأعراض باختلاف المريض، وقد يعاني منها بطريقته الخاصة. وهناك العديد من العقاقير الطبية المساعدة، ولكن أثارها الجانبية وأعراض الانسحاب قد تكون شديدة. وهذه العقاقير الطبية لا تعالج هذا المرض ولكن تقمع أعراضه بشكل مؤقت فقط.

## التشخيص
أسباب الخوف من النوم ليست مفهومة بشكل تام. ويعتقد عدد كثير من المرضى المصابين بالخوف من النوم بأن سبب خوفهم هو الكوابيس المتكررة. وقد يكون الخوف من النوم نتيجة لاضطراب اكتئابي كامن مع الشعور بالقلق ومن الممكن أيضاً أن يكون بسبب تجربة مؤلمة (مثل حادث سيارة أو حريق منزل أو الكوارث الطبيعية). وقد يصاب المريض بالخوف من النوم عند استيقاظه على صدمة ومثالاً على ذلك، عندما يغفو الشخص وهو يدخن ويستيقظ وقد احترق المكان.

## العلاج
يبدو أن القلق هو الدافع القوي لمعظم أنواع المخاوف. والمفتاح لعلاج الخوف من النوم هو التقليل من القلق، أو القضاء عليه بشكل تام. ومن الطرق التي قد تساعد في عملية العلاج هي التأمل واليوغا. وإذا كان المريض يعاني من الخوف من النوم بسبب عدم الشعور بالأمان, فإنهم يوصَون بأن يناموا بجانب أو بالقرب من شخص حتى تتكون لديهم الثقة بأنه لن يحدث لهم شيء وهم نائمون.
يعتبر العلاج الإدراكي علاجاً مقبولاً على نطاق واسع لمعالجة اضطرابات القلق. ويعتقد بأنها قد تكون فعالة بشكل خاص لمكافحة الاضطرابات عند المريض الذي لا يخشى من موقف معين، بقدر ما يخشى من النتائج المترتبة على هذا الموقف. وتعديل الأفكار المشوهة أو الخاطئة المترتبة على المواقف هو الهدف النهائي للعلاج الإدراكي، وتشير النظرية إلى أن تعديل هذه الأفكار سوف يساعد في تقليل القلق وتجنبه في حالات معينة.